# Auzatellodes
Auzatellodes is een geslacht van vlinders van de familie eenstaartjes (Drepanidae), uit de onderfamilie Drepaninae.

## Soorten
- A. desquamata Strand, 1917
- A. theafundum Holloway, 1998